# Province volcanique de la cordillère septentrionale
La province volcanique de la cordillère septentrionale (en anglais Northern Cordilleran Volcanic Province), anciennement « ceinture volcanique de Stikine », est une province géologique de Colombie-Britannique, du Yukon et d'Alaska. Elle chevauche la chaîne Côtière et les montagnes Intérieures. Elle comprend notamment Hoodoo Mountain, le complexe volcanique du mont Edziza, Level Mountain et les pics Heart.